# Großes Vieleckbein

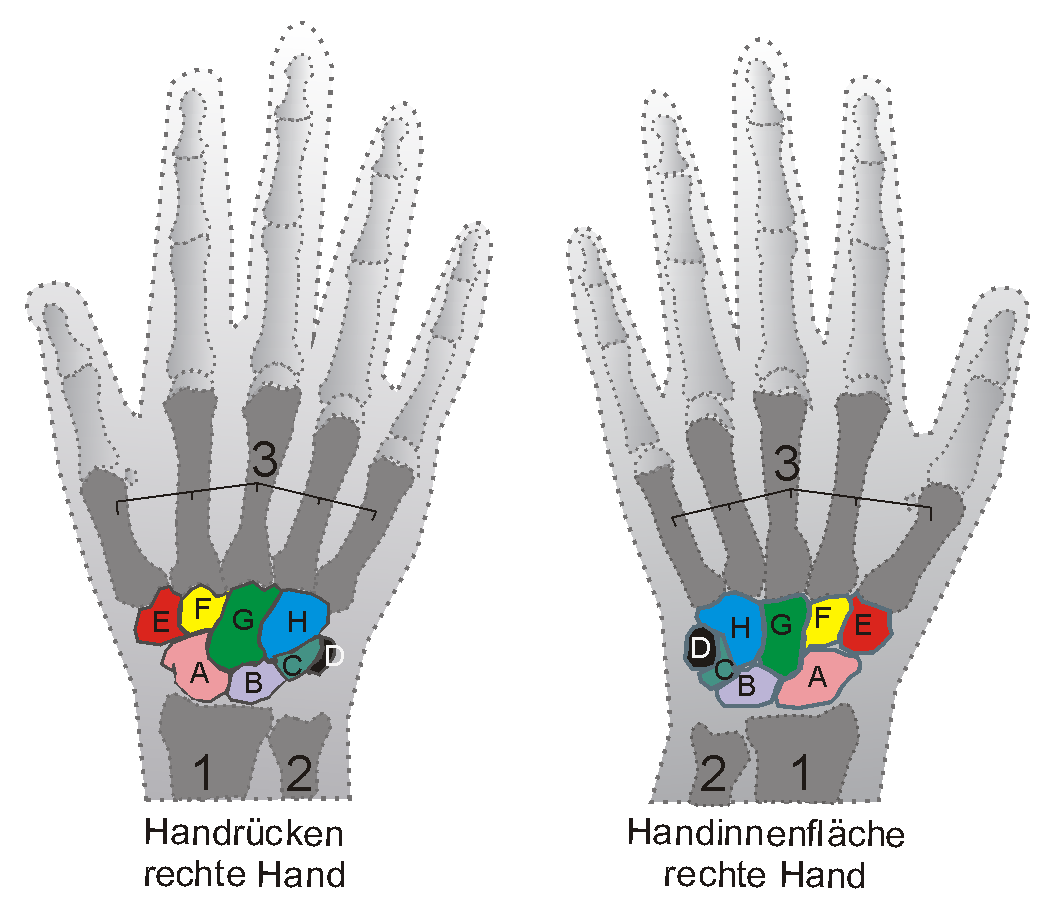

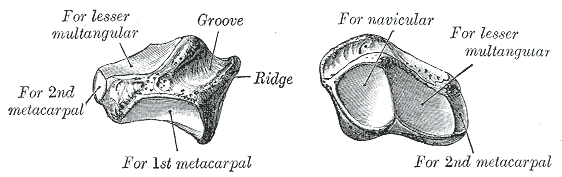
Zeichnung des linken großen Vieleckbeines mit Darstellung der Gelenkflächen

Das große Vieleckbein (lat. Os trapezium, Os carpale primum) ist einer der acht Handwurzelknochen und gehört der körperfernen (distalen) Reihe dieser kurzen Knochen an.
Es ist bei Hochziehen des Handrückens (Dorsalextension) gut durch die Haut tastbar, denn es besitzt dort einen Höcker (Tuberculum ossis trapezii). Zur Mitte hin (medial) befindet sich eine Furche (Sulcus musculi flexoris carpi radialis) für die Sehne des speichenseitigen Handbeugers (Musculus flexor carpi radialis). Körperfern (distal) befindet sich eine sattelförmige Gelenkfläche für den ersten Mittelhandknochen (Os metacarpale I), mit dem das große Vieleckbein das Daumensattelgelenk bildet. Zur Mitte hin steht das große Vieleckbein mit dem kleinen Vieleckbein (Os trapezoideum) in Verbindung. Zwischen körperferner und der zur Mitte gerichteten Gelenkfläche befindet sich eine zusätzliche, kleine Gelenkfläche für den zweiten Mittelhandknochen (Os metacarpale II). Körpernah steht das große Vieleckbein mit dem Kahnbein (Os scaphoideum) in gelenkiger Verbindung.

## Medizin
Bei einer Arthrose des Daumensattelgelenks (Rhizarthrose) kann eine Entfernung des großen Vieleckbeins (Trapezektomie) eine Behandlungsmöglichkeit sein.